# 마피아 캅스
마피아 캅스(Palermo Milano Solo Andata)는 이탈리아에서 제작된 클라우디오 프라가소 감독의 1995년 액션, 범죄, 드라마 영화이다. 지안카를로 지아니니 등이 주연으로 출연하였고 로베르토 디 기롤라모 등이 제작에 참여하였다.

## 출연

### 주연
- 지안카를로 지아니니
- 라울 보바

### 조연
- 로미나 몬델로
- 발레리오 마스딴드리아
- 로잘린다 셀렌타노
- 파올로 카리사노
- 스테파니아 로카
- 포스토 롬바디
- 토니 스페란데오
- 스테파니아 산드렐리

## 제작진
- 의상: 스테파노 지암반코